# Gruppo di NGC 1255
Il Gruppo di NGC 1255 è un gruppo di galassie situato prospetticamente nella costellazione della Fornace alla distanza di 77 milioni di anni luce dalla Terra.
Il gruppo è costituito da almeno sette galassie, prende il nome dalla galassia a spirale barrata NGC 1255 ed è uno dei gruppi che compongono il Muro della Fornace (o Southern Supercluster).

## Principali galassie del gruppo
| Nome     | Tipo        | R.A.         | DEC        | Distanza M di a.l. | Redshift (z) | Nomi alternativi                                            | Immagine |
| -------- | ----------- | ------------ | ---------- | ------------------ | ------------ | ----------------------------------------------------------- | -------- |
| NGC 1201 | SA0^0(r)    | 03h04m08.0s  | -26°04'11" | 68                 | 0,005624     | ESO 480-28, MGC-04-08-023, PGC 11599                        |          |
| NGC 1255 | SAB(rs)bc   | 03h13m32.0s  | -25°43'31" | 69                 | 0,005624     | UGCA 060, ESO 481-13, MCG-04-08-050, PGC 12007              |          |
| NGC 1302 | (R)SB(r)0/a | 03h19m51.2s  | -26°03'38" | 70                 | 0,005704     | ESO 481-20, MCG-04-08-058, PGC 12431                        |          |
| UGCA 50  | SB(s)m      | 03h03m50.58s | -25°16'21" | 70                 | 0,005757     | ESO 480-25, MCG-04-08-051, PGC 12011                        |          |
| UGCA 61  | SB(s)m      | 03h13m40.4s  | -25°11'17" | 71                 | 0,005781     | ESO 481-14, DDO 029, MCG+00-08-023, CGCG 389-024, PGC 10670 |          |
| UGCA 64  | SB(rs)cd    | 03h18m32.8s  | -25°50'08" | 74                 | 0,005991     | ESO 481-18, MCG-04-08-057, PGC 12309                        |          |
| UGCA 65  | IB(s)m      | 03h18m43.4s  | -23°47'02" | 62                 | 0,005129     | ESO 481-19, PGC 12327                                       |          |